# Mamadou Diakité
Mamadou Diakité (sinh ngày 22 tháng 5 năm 1985) là một cầu thủ bóng đá người Mali.

## Sự nghiệp
Trước đó anh thi đấu cho Al Ahli ở Qatar, và trước đó thi đấu cho FC Metz và R.E. Mouscron.

## Sự nghiệp quốc tế
Diakité has also been a part của Đội tuyển bóng đá quốc gia Mali.